# Lucienne Escoube
Lucienne Escoube (on trouve aussi Lucienne Escoubé) est une journaliste, critique de cinéma, écrivaine et traductrice française.

## Publications
- Henri II Plantagenêt : comte d'Anjou, roi d'Angleterre, ill. de Maurice Pouzet, Angers, P. Petit, 1976
- Gary Cooper, le cavalier de l'Ouest, Éditions du Cerf, 1965
- « Les plantations et les États du sud dans la littérature américaine », Le Mercure de France, mai 1948, p. 66-196 [lire en ligne]
- Contes du pays d'Eire, La Nouvelle édition, 1945
- Emily Brontë et ses démons, Fernand Sorlot, 1941

### Articles
- « À Paris, en 1908. Quand s’animèrent les premiers fantoches », Pour vous, 1er décembre 1937
- « Sauvons les films de répertoire », Pour vous, 31 mars 1932[note 1]

### Traductions
- Philip Meadows Taylor, Confessions d'un thug. En Inde, au cœur d’une secte d’assassins professionnels 1815-1830, traduction de The confessions of a thug par Lucienne Escoube, Phébus, 2009
- Robert Finnegan, Des monstres à la pelle, traduction de Many a monster par Lucienne Escoube et François Gromaire ; revue par Marcel Duhamel, Gallimard, 1973
- Marcia Davenport (en), Les rumeurs de la ville, traduction de East side-West side par Lucienne Escoube,  Presses pocket, 1970
- George du Maurier, Peter Ibbetson, traduit de l'anglais par Lucienne Escoube, texte définitif de Jacques Collard, Nyons, l'Or des fous éd., 2005
- John Hersey La muraille, traduction de The wall  par Lucienne Escoube, Gallimard, 1979
- Marcia Davenport, Le chant d'amour, traduction de Of Lena Geyer par Lucienne Escoube, Presses pocket, 1963
- Sinclair Lewis, Grand'rue, traduction de Main Street par Lucienne Escoube, Verviers, Gérard et Cie, 1958
- Charles Nordhoff et James Norman Hall, Hurricane : Roman des mers du Sud, traduit de l'anglais par Lucienne Escoube, 1958
- Edwin Way Teale, A la poursuite du printemps : 27 000 kilomètres à travers l'Amérique du Nord, traduction de North with the spring par Lucienne Escoube, Amiot-Dumont, 1957
- Cynthia Asquith, God Grant that She Lye Stille sous le titre Dieu veuille qu'elle dorme tranquille dans la revue Les Œuvres libres, août 1956, n° 123, p. 21-60 (traduction de Lucienne Escoubé)
- Stefan Heym, Les yeux de la raison, traduction de The Eyes of Reason, Gallimard, 1954
- Elisabeth Seifert, Femme et médecin, traduction de Lucienne Escoube, 1951
- Robert Finnegan, Des monstres à la pelle, traduction de Many a Monster par Lucienne Escoube, Gallimard, « Série Noire », 1948
- James Hadley Chase, La Chair de l'orchidée, traduction de The Flesh of the Orchid par Lucienne Escoube et Marcel Duhamel, Gallimard, « Série Noire », 1948

## Prix
- Prix Montyon 1941 pour Emily Brontë et ses démons[2]